# Torneo Nacional de Desarrollo M16 2017
El  Torneo Nacional de Desarrollo M16 de 2017 fue la segunda edición del torneo para los seleccionados M16 de desarrollo de las uniones regionales afiliadas a la Unión Argentina de Rugby. La torneo se llevó a cabo el 27 y 29 de octubre de 2017 en Pergamino, Provincia de Buenos Aires.
Durante esta temporada se expandió la cantidad de equipos participantes de doce a dieciséis. Para decidir los cuatro cupos adicionales, la Unión Argentina de Rugby decidió otorgar la clasificación a las cuatro uniones con mayor cantidad de fichajes en la categoría relativos a su cantidad total de fichajes, evitando así que todos los cupos vayan hacia las uniones con mayor cantidad de jugadores.
Los anfitriones, la Unión de Rugby del Oeste de Buenos Aires, se quedaron con el torneo por segundo año consecutivo al vencer 29-10  al seleccionado de la URBA en la final disputada en las instalaciones del Club de Gimnasia y Esgrima de Pergamino, sede del torneo. La Unión Andina de Rugby ganó la Copa de Plata por haber ganado el partido por el 3.° puesto. La Unión de Rugby San Luis consiguió el cuarto puesto del torneo, una de las mejores marcas que los sanluiseños han logrado en la historia de torneos nacionales argentinos.

## Equipos participantes
Los dieciséis equipos clasificados provinieron de las doce uniones provinciales con mayor cantidad de jugadores fichados en la categoría y las cuatro uniones con mayor cantidad de jugadores fichados en la categoría en relación con su cantidad total de fichajes.
| Equipo              | Unión                                    | Part. |
| ------------------- | ---------------------------------------- | ----- |
| Andina              | Unión Andina de Rugby                    | 2     |
| Austral             | Unión de Rugby Austral                   | 1     |
| Buenos Aires        | Unión de Rugby de Buenos Aires           | 1     |
| Córdoba             | Unión Cordobesa de Rugby                 | 2     |
| Entre Ríos          | Unión Entrerriana de Rugby               | 2     |
| Formosa             | Unión de Rugby de Formosa                | 1     |
| Lagos del Sur       | Unión de Rugby de los Lagos del Sur      | 1     |
| Mar del Plata       | Unión de Rugby de Mar del Plata          | 2     |
| Misiones            | Unión de Rugby de Misiones               | 2     |
| Oeste               | Unión de Rugby del Oeste de Buenos Aires | 2     |
| Rosario             | Unión de Rugby de Rosario                | 2     |
| Salta               | Unión de Rugby de Salta                  | 2     |
| San Luis            | Unión de Rugby San Luis                  | 2     |
| Santa Fe            | Unión Santafesina de Rugby               | 2     |
| Santiago del Estero | Unión Santiagueña de Rugby               | 1     |
| Sur                 | Unión de Rugby del Sur                   | 2     |

## Partidos
|  | Octavos de final | Octavos de final | Octavos de final |               |               | Cuartos de final | Cuartos de final | Cuartos de final |  |              | Semifinales   | Semifinales   | Semifinales   |  |              | Final         | Final         | Final         |  |
|  | 27 de octubre    | 27 de octubre    | 27 de octubre    |               |               | 27 de octubre    | 27 de octubre    | 27 de octubre    |  |              | 29 de octubre | 29 de octubre | 29 de octubre |  |              | 29 de octubre | 29 de octubre | 29 de octubre |  |
|  |                  |                  |                  |               |               |                  |                  |                  |  |              |               |               |               |  |              |               |               |               |  |
|  |                  |                  |                  |               |               |                  |                  |                  |  |              |               |               |               |  |              |               |               |               |  |
|  | Buenos Aires     | Buenos Aires     | 60               |               |               |                  |                  |                  |  |              |               |               |               |  |              |               |               |               |  |
|  | Buenos Aires     | Buenos Aires     | 60               |               |               |                  |                  |                  |  |              |               |               |               |  |              |               |               |               |  |
|  | Formosa          | Formosa          | 0                |               |               |                  |                  |                  |  |              |               |               |               |  |              |               |               |               |  |
|  | Formosa          | Formosa          | 0                |               | Buenos Aires  | Buenos Aires     | 31               |                  |  |              |               |               |               |  |              |               |               |               |  |
|  |                  |                  |                  |               | Buenos Aires  | Buenos Aires     | 31               |                  |  |              |               |               |               |  |              |               |               |               |  |
|  |                  |                  | Entre Ríos       | Entre Ríos    | 19            |                  |                  |                  |  |              |               |               |               |  |              |               |               |               |  |
|  | Entre Ríos       | Entre Ríos       | Entre Ríos       | Entre Ríos    | 19            | 31               |                  |                  |  |              |               |               |               |  |              |               |               |               |  |
|  | Entre Ríos       | Entre Ríos       |                  |               |               |                  |                  |                  |  |              |               |               |               |  |              |               |               |               |  |
|  | Misiones         | Misiones         | 5                |               |               |                  |                  |                  |  |              |               |               |               |  |              |               |               |               |  |
|  | Misiones         | Misiones         | 5                |               |               |                  |                  |                  |  | Buenos Aires | Buenos Aires  | 27            |               |  |              |               |               |               |  |
|  |                  |                  |                  |               |               |                  |                  |                  |  | Buenos Aires | Buenos Aires  | 27            |               |  |              |               |               |               |  |
|  |                  |                  | San Luis         | San Luis      | 0             |                  |                  |                  |  |              |               |               |               |  |              |               |               |               |  |
|  | Rosario          | Rosario          | San Luis         | San Luis      | 0             | 5                |                  |                  |  |              |               |               |               |  |              |               |               |               |  |
|  | Rosario          | Rosario          |                  |               |               |                  |                  |                  |  |              |               |               |               |  |              |               |               |               |  |
|  | San Luis         | San Luis         | 10               |               |               |                  |                  |                  |  |              |               |               |               |  |              |               |               |               |  |
|  | San Luis         | San Luis         | 10               |               | San Luis      | San Luis         | 18               |                  |  |              |               |               |               |  |              |               |               |               |  |
|  |                  |                  |                  |               | San Luis      | San Luis         | 18               |                  |  |              |               |               |               |  |              |               |               |               |  |
|  |                  |                  | Mar del Plata    | Mar del Plata | 5             |                  |                  |                  |  |              |               |               |               |  |              |               |               |               |  |
|  | Mar del Plata    | Mar del Plata    | Mar del Plata    | Mar del Plata | 5             | 32               |                  |                  |  |              |               |               |               |  |              |               |               |               |  |
|  | Mar del Plata    | Mar del Plata    |                  |               |               |                  |                  |                  |  |              |               |               |               |  |              |               |               |               |  |
|  | Sur              | Sur              | 5                |               |               |                  |                  |                  |  |              |               |               |               |  |              |               |               |               |  |
|  | Sur              | Sur              | 5                |               |               |                  |                  |                  |  |              |               |               |               |  | Buenos Aires | Buenos Aires  | 10            |               |  |
|  |                  |                  |                  |               |               |                  |                  |                  |  |              |               |               |               |  | Buenos Aires | Buenos Aires  | 10            |               |  |
|  |                  |                  | Oeste            | Oeste         | 29            |                  |                  |                  |  |              |               |               |               |  |              |               |               |               |  |
|  | Oeste            | Oeste            | Oeste            | Oeste         | 29            | 58               |                  |                  |  |              |               |               |               |  |              |               |               |               |  |
|  | Oeste            | Oeste            |                  |               |               |                  |                  |                  |  |              |               |               |               |  |              |               |               |               |  |
|  | Austral          | Austral          | 0                |               |               |                  |                  |                  |  |              |               |               |               |  |              |               |               |               |  |
|  | Austral          | Austral          | 0                |               | Oeste         | Oeste            | 60               |                  |  |              |               |               |               |  |              |               |               |               |  |
|  |                  |                  |                  |               | Oeste         | Oeste            | 60               |                  |  |              |               |               |               |  |              |               |               |               |  |
|  |                  |                  | Salta            | Salta         | 0             |                  |                  |                  |  |              |               |               |               |  |              |               |               |               |  |
|  | Salta            | Salta            | Salta            | Salta         | 0             | 36               |                  |                  |  |              |               |               |               |  |              |               |               |               |  |
|  | Salta            | Salta            |                  |               |               |                  |                  |                  |  |              |               |               |               |  |              |               |               |               |  |
|  | Sgo. del Estero  | Sgo. del Estero  | 12               |               |               |                  |                  |                  |  |              |               |               |               |  |              |               |               |               |  |
|  | Sgo. del Estero  | Sgo. del Estero  | 12               |               |               |                  |                  |                  |  | Oeste        | Oeste         | 25            |               |  |              |               |               |               |  |
|  |                  |                  |                  |               |               |                  |                  |                  |  | Oeste        | Oeste         | 25            |               |  |              |               |               |               |  |
|  |                  |                  | Andina           | Andina        | 7             |                  |                  |                  |  |              |               |               |               |  |              |               |               |               |  |
|  | Córdoba          | Córdoba          | Andina           | Andina        | 7             | 17               |                  |                  |  |              |               |               |               |  |              |               |               |               |  |
|  | Córdoba          | Córdoba          |                  |               |               |                  |                  |                  |  |              |               |               |               |  |              |               |               |               |  |
|  | Lagos del Sur    | Lagos del Sur    | 36               |               |               |                  |                  |                  |  |              |               |               |               |  |              |               |               |               |  |
|  | Lagos del Sur    | Lagos del Sur    | 36               |               | Lagos del Sur | Lagos del Sur    | 7                |                  |  |              |               |               |               |  |              |               |               |               |  |
|  |                  |                  |                  |               | Lagos del Sur | Lagos del Sur    | 7                |                  |  |              |               |               |               |  |              |               |               |               |  |
|  |                  |                  | Andina           | Andina        | 29            |                  |                  |                  |  |              |               |               |               |  |              |               |               |               |  |
|  | Andina           | Andina           | Andina           | Andina        | 29            | 39               |                  |                  |  |              |               |               |               |  |              |               |               |               |  |
|  | Andina           | Andina           |                  |               |               |                  |                  |                  |  |              |               |               |               |  |              |               |               |               |  |
|  | Santa Fe         | Santa Fe         | 7                |               |               |                  |                  |                  |  |              |               |               |               |  |              |               |               |               |  |
|  | Santa Fe         | Santa Fe         | 7                |               |               |                  |                  |                  |  |              |               |               |               |  |              |               |               |               |  |
|  |                  |                  |                  |               |               |                  |                  |                  |  |              |               |               |               |  |              |               |               |               |  |

### Octavos de final
| 27 de octubre | Buenos Aires | 60 - 0          | Formosa | Gimnasia y Esgrima (P), Pergamino |  |
|               |              | p.34-35 Reporte |         |                                   |  |

| 27 de octubre | Entre Ríos | 31 - 5          | Misiones | Gimnasia y Esgrima (P), Pergamino |  |
|               |            | p.34-35 Reporte |          |                                   |  |

| 27 de octubre | Rosario | 5 - 10          | San Luis | Gimnasia y Esgrima (P), Pergamino |  |
|               |         | p.34-35 Reporte |          |                                   |  |

| 27 de octubre | Mar del Plata | 32 - 5          | Sur | Gimnasia y Esgrima (P), Pergamino |  |
|               |               | p.34-35 Reporte |     |                                   |  |

| 27 de octubre | Oeste | 58 - 0          | Austral | Gimnasia y Esgrima (P), Pergamino |  |
|               |       | p.34-35 Reporte |         |                                   |  |

| 27 de octubre | Salta | 36 - 12         | Santiago del Estero | Gimnasia y Esgrima (P), Pergamino |  |
|               |       | p.34-35 Reporte |                     |                                   |  |

| 27 de octubre | Córdoba | 17 - 36         | Lagos del Sur | Gimnasia y Esgrima (P), Pergamino |  |
|               |         | p.34-35 Reporte |               |                                   |  |

| 27 de octubre | Andina | 39 - 7          | Santa Fe | Gimnasia y Esgrima (P), Pergamino |  |
|               |        | p.34-35 Reporte |          |                                   |  |

### Cuartos de final
| 27 de octubre | Buenos Aires | 31 - 19         | Entre Ríos | Gimnasia y Esgrima (P), Pergamino |  |
|               |              | p.34-35 Reporte |            |                                   |  |

| 27 de octubre | San Luis | 18 - 5          | Mar del Plata | Gimnasia y Esgrima (P), Pergamino |  |
|               |          | p.34-35 Reporte |               |                                   |  |

| 27 de octubre | Oeste | 60 - 0          | Salta | Gimnasia y Esgrima (P), Pergamino |  |
|               |       | p.34-35 Reporte |       |                                   |  |

| 27 de octubre | Lagos del Sur | 7 - 29          | Andina | Gimnasia y Esgrima (P), Pergamino |  |
|               |               | p.34-35 Reporte |        |                                   |  |

Cuartos de final (9.° al 16.° puesto)
| 27 de octubre | Formosa | 7 - 25          | Misiones | Gimnasia y Esgrima (P), Pergamino |  |
|               |         | p.34-35 Reporte |          |                                   |  |

| 27 de octubre | Rosario | 21 - 7          | Sur | Gimnasia y Esgrima (P), Pergamino |  |
|               |         | p.34-35 Reporte |     |                                   |  |

| 27 de octubre | Austral | 31 - 5          | Santiago del Estero | Gimnasia y Esgrima (P), Pergamino |  |
|               |         | p.34-35 Reporte |                     |                                   |  |

| 27 de octubre | Córdoba | 7 - 16          | Santa Fe | Gimnasia y Esgrima (P), Pergamino |  |
|               |         | p.34-35 Reporte |          |                                   |  |

### Semifinales
| 29 de octubre | Buenos Aires | 27 - 0          | San Luis | Gimnasia y Esgrima (P), Pergamino |  |
|               |              | p.34-35 Reporte |          |                                   |  |

| 29 de octubre | Oeste | 25 - 7          | Andina | Gimnasia y Esgrima (P), Pergamino |  |
|               |       | p.34-35 Reporte |        |                                   |  |

Semifinales (5.° al 8.° puesto)
| 29 de octubre | Entre Ríos | 8 - 5           | Mar del Plata | Gimnasia y Esgrima (P), Pergamino |  |
|               |            | p.34-35 Reporte |               |                                   |  |

| 29 de octubre | Salta | 0 - 29          | Lagos del Sur | Gimnasia y Esgrima (P), Pergamino |  |
|               |       | p.34-35 Reporte |               |                                   |  |

Semifinales (9.° al 12.° puesto)
| 29 de octubre | Misiones | 20 - 13         | Rosario | Gimnasia y Esgrima (P), Pergamino |  |
|               |          | p.34-35 Reporte |         |                                   |  |

| 29 de octubre | Austral | 7 - 10          | Santa Fe | Gimnasia y Esgrima (P), Pergamino |  |
|               |         | p.34-35 Reporte |          |                                   |  |

Semifinales (13.° al 16.° puesto)
| 29 de octubre | Formosa | 0 - 20          | Sur | Gimnasia y Esgrima (P), Pergamino |  |
|               |         | p.34-35 Reporte |     |                                   |  |

| 29 de octubre | Santiago del Estero | 0 - 40          | Córdoba | Gimnasia y Esgrima (P), Pergamino |  |
|               |                     | p.34-35 Reporte |         |                                   |  |

### Finales
Final
| 29 de octubre | Buenos Aires | 10 - 29         | Oeste | Gimnasia y Esgrima (P), Pergamino |  |
|               |              | p.34-35 Reporte |       |                                   |  |

Final 3.° puesto
| 29 de octubre | San Luis | 11 - 18         | Andina | Gimnasia y Esgrima (P), Pergamino |  |
|               |          | p.34-35 Reporte |        |                                   |  |

Final 5.° puesto
| 29 de octubre | Entre Ríos | 17 - 15         | Lagos del Sur | Gimnasia y Esgrima (P), Pergamino |  |
|               |            | p.34-35 Reporte |               |                                   |  |

Final 7.° puesto
| 29 de octubre | Mar del Plata | 22 - 5          | Salta | Gimnasia y Esgrima (P), Pergamino |  |
|               |               | p.34-35 Reporte |       |                                   |  |

Final 9.° puesto
| 29 de octubre | Misiones | 0 - 24          | Santa Fe | Gimnasia y Esgrima (P), Pergamino |  |
|               |          | p.34-35 Reporte |          |                                   |  |

Final 11.° puesto
| 29 de octubre | Rosario | 12 - 17         | Austral | Gimnasia y Esgrima (P), Pergamino |  |
|               |         | p.34-35 Reporte |         |                                   |  |

Final 13.° puesto
| 29 de octubre | Sur | 0 - 44          | Córdoba | Gimnasia y Esgrima (P), Pergamino |  |
|               |     | p.34-35 Reporte |         |                                   |  |

Final 15.° puesto
| 29 de octubre | Formosa | 12 - 7          | Santiago del Estero | Gimnasia y Esgrima (P), Pergamino |  |
|               |         | p.34-35 Reporte |                     |                                   |  |

## Tabla de posiciones
Tabla de posiciones al finalizar el torneo:
| 1.°  | Oeste               | 4 | 0 | 0 | 172 | 17  | +155 |
| 2.°  | Buenos Aires        | 3 | 0 | 1 | 128 | 48  | +80  |
| 3.°  | Andina              | 3 | 0 | 1 | 93  | 50  | +43  |
| 4.°  | San Luis            | 2 | 0 | 2 | 39  | 55  | -16  |
| 5.°  | Entre Ríos          | 3 | 0 | 1 | 75  | 56  | +19  |
| 6.°  | Lagos del Sur       | 2 | 0 | 2 | 87  | 63  | +24  |
| 7.°  | Mar del Plata       | 2 | 0 | 2 | 64  | 36  | +28  |
| 8.°  | Salta               | 1 | 0 | 3 | 41  | 123 | -82  |
| 9.°  | Santa Fe            | 3 | 0 | 1 | 57  | 53  | +4   |
| 10.° | Misiones            | 2 | 0 | 2 | 50  | 75  | -25  |
| 11.° | Austral             | 2 | 0 | 2 | 55  | 85  | -30  |
| 12.° | Rosario             | 1 | 0 | 3 | 51  | 54  | -3   |
| 13.° | Córdoba             | 2 | 0 | 2 | 108 | 52  | +56  |
| 14.° | Sur                 | 1 | 0 | 3 | 32  | 97  | -65  |
| 15.° | Formosa             | 1 | 0 | 3 | 19  | 112 | -93  |
| 16.° | Santiago del Estero | 0 | 0 | 4 | 24  | 119 | -95  |

|  | Campeón.               |
|  | Campeón Copa de Plata. |

| Bandera de la Provincia de Buenos Aires |
| Campeón Oeste Segundo título            |